# McRae–Helena
McRae–Helena város az Amerikai Egyesült Államok Georgia államában, Telfair és Wheeler megyéjében. Telfair megye megyeszékhelye. 2015. január 1-én alakult Helena és McRae egyesítésével. Lakosainak száma 6253 fő (2020. április 1.).

## Népesség
A település népességének változása:

| 2014 | 9 200 |
| 2020 | 6 253 |